# しんとう南部公園
しんとう南部公園（しんとうなんぶこうえん）は、群馬県榛東村に所在する都市公園である。

## 概要
住民の休息、散歩、運動などの福祉目的で2010年12月に竣工。災害時における群馬県防災航空隊の使用を認めていることから、防衛省の国庫補助金を受けて完成した。総工費は3億1,141万円。

## 施設
主な施設は人工芝サッカー場で、その他に東屋、ベンチ、トイレなどが設置されている。

### サッカー場
天然芝の風合いを持つ人工芝が採用されている。

## 主な大会・イベント
少年サッカー大会の公式戦などで使用されている